# L4Linux
L4Linux представляет собой модифицированную версию ядра Linux, адаптированную для того, чтобы запускаться на микроядре L4.

## L4Linux
L4Linux не ответвление Linux, но двоично совместим с ним. Благодаря этому может заменить Linux/x86 ядро в любом на нём основанном дистрибутиве.
L4Linux разрабатывался проектом Dresden Real-Time Operating System Project (DROPS) c целью позволить «вычислениям в реальном времени» и программам «разделенного времени» работать на компьютере параллельно и одновременно.
L4Linux также позволяет удалённо установить гипервизор, как Xen и KVM. Однако, следует отметить, что цели проекта и концепции L4 и Xen отличаются.

## L4Android
L4Android является ответвлением L4Linux, охватывающим изменения Linux на пути к Android. Это совместный проект группы операционных систем Дрезденского технологического университета и кафедры по безопасности в области электросвязи Берлинского технологического института.